# Ipši
Ipši is een plaats in de gemeente Oprtalj in de Kroatische provincie Istrië. De plaats telt 20 inwoners (2001).